# Insurgencia islamista en el Kurdistán iraquí
La insurgencia islamista en el Kurdistán iraquí fue un conflicto militar en el Kurdistán iraquí entre el grupo militante islamista Ansar al Islam y el Gobierno Regional del Kurdistán (KRG). El conflicto comenzó en 2001, pero posteriormente se fusionó con la invasión de Irak de 2003. Después de la invasión, Ansar al-Islam continuó una insurgencia terrorista de bajo nivel contra el KRG.

## Antecedentes
Ansar al-Islam se formó en septiembre de 2001 cuando Jund al Islam se fusionó con un grupo escindido del Movimiento Islámico del Kurdistán, bajo el liderazgo del Mullah Krekar. Según la Unión Patriótica de Kurdistán, el grupo estaba formado por árabes y kurdos iraquíes que habían ido a Afganistán para luchar junto a los talibanes contra la invasión soviética en los años 80. Regresaron a Kurdistán después de la derrota del gobierno talibán en Afganistán en 2001. Ansar al Islam impuso la Sharía en las aldeas que controlaban alrededor de Biyara, cerca de la frontera con Irán.

## Gobierno de Ansar al Islam
Human Rights Watch ha acusado a Ansar al Islam de cometer atrocidades contra la población civil en el territorio que controlaba. Se ha afirmado que Ansar al Islam persiguió duramente a la minoría religiosa kaka'i y aplicó la estricta ley islámica. Human Rights Watch también acusó a los combatientes de Ansar al Islam de torturar a los prisioneros y ejecutar sumariamente a los soldados de la PUK capturados.

## Intentos de asesinato
En abril de 2002, Ansar al Islam intentó sin éxito contra la vida de Barham Salih. En ese momento, Saleh era el primer ministro del gobierno regional de PUK. Más tarde, en febrero de 2003, Ansar al Islam asesinó al destacado comandante de la PUK, Shawkat Haji Mushir, junto con otras cinco personas.
En marzo de 2004, el Departamento de Estado de Estados Unidos clasificó oficialmente a Ansar al Islam como organización terrorista.

## Invasión de Irak de 2003
Durante la invasión de Irak de 2003, las fuerzas estadounidenses ayudaron al PUK a atacar Ansar al Islam. A finales de marzo de 2003, las fuerzas PUK apoyadas por fuerzas especiales estadounidenses capturaron Halabja después de varios días de intensos combates. Las fuerzas sobrevivientes de Ansar al Islam huyeron a Irán.
El personal de inteligencia estadounidense inspeccionó el sitio sospechoso de armas químicas en Sargat y descubrió rastros de ricina en las ruinas, así como cloruro de potasio. También descubrieron trajes de armas químicas, antídotos de gas nervioso atropina y manuales sobre la fabricación de armas químicas, dando crédito a la idea de que el sitio estaba relacionado con la fabricación de armas químicas y venenos.

## Después de la invasión
Después de su derrota en el Kurdistán iraquí, Ansar al Islam se unió a la insurgencia iraquí en Irak. Varios ataques terroristas en el área de Erbil se han relacionado con Ansar al Islam, incluido el atentado suicida con bomba en la sede de la PUK y el KDP en Erbil que mató a 117 personas. También llevaron a cabo el bombardeo del hotel Mount Lebanon en Bagdad el 17 de marzo de 2004.